# La Liga de 1946–47
A La Liga de 1946–47 foi a 16º edição da Primeira Divisão da Espanha de futebol. Com 14 participantes, o campeão foi o Valencia CF.

## Classificação final
| Pos | Equipe                 | J  | V  | E | D  | GM | GS | SG  | Pts |
| --- | ---------------------- | -- | -- | - | -- | -- | -- | --- | --- |
| 1   | Valencia CF            | 26 | 16 | 2 | 8  | 54 | 34 | 20  | 34  |
| 2   | Atlético de Bilbao     | 26 | 15 | 4 | 7  | 72 | 38 | 34  | 34  |
| 3   | Atlético Aviación      | 26 | 13 | 6 | 7  | 58 | 44 | 14  | 32  |
| 4   | CF Barcelona           | 26 | 14 | 3 | 9  | 59 | 42 | 17  | 31  |
| 5   | CD Sabadell            | 26 | 11 | 8 | 7  | 42 | 36 | 6   | 30  |
| 6   | Sevilla CF             | 26 | 12 | 5 | 9  | 54 | 48 | 6   | 29  |
| 7   | Real Madrid            | 26 | 11 | 5 | 10 | 62 | 56 | 6   | 27  |
| 8   | Real Oviedo            | 26 | 10 | 7 | 9  | 52 | 42 | 10  | 27  |
| 9   | Celta de Vigo          | 26 | 11 | 4 | 11 | 53 | 48 | 5   | 26  |
| 10  | Real Gijón             | 26 | 10 | 5 | 11 | 51 | 59 | -8  | 25  |
| 11  | RCD Español            | 26 | 9  | 1 | 16 | 46 | 59 | -13 | 19  |
| 12  | Real Murcia            | 26 | 6  | 7 | 13 | 30 | 58 | -28 | 19  |
| 13  | Deportivo de La Coruña | 26 | 5  | 8 | 13 | 32 | 60 | -28 | 18  |
| 14  | CD Castellón           | 26 | 4  | 5 | 17 | 39 | 80 | -41 | 13  |

|  | Classificado para a promoção de permanencia na Primera División |
|  | Descenso a Segunda División                                     |